# Wremen
Wremen là một đô thị ở huyện huyện Cuxhaven, trong bang Niedersachsen, nước Đức. Đô thị Wremen có diện tích 25,16 km².